# De äldstes dag
De äldstes dag, även kallad de gamlas dag, är en festdag i finländska skolor då de gymnasieelever, som blivit de äldsta i skolan klär sig festligt och dansar gamla danser. Dagen firas traditionellt nästa dag efter bänkskuddagillet.
Eleverna i gymnasiets andra klass firar genom att uppföra ett dansprogram för skolans övriga elever och föräldrarna. Traditionen att uppmärksamma de elever som nu var äldst i skolan blev allmän under 1950-talet. Eleverna klädde sig under skoldagen i kläder som signalerade att de var ”äldst”. Festprogrammet med inövade danser spred sig under 1980-talet, och den nuvarande formen med en skolbal som är inspirerad av den amerikanska promkulturen blev vanlig i början av 2000-talet. Pojkarna klär sig i frack eller kostym, flickorna i balklänning. Ibland består festen av en gemensam danstillställning för flera skolor med elevernas familj och släkt som inbjudna gäster. Seden har också fått kritik på grund av de stora kostnaderna för elevernas familj.